# 20.ª etapa da Volta a Espanha de 2021
A 20.ª etapa da Volta a Espanha de 2021 teve lugar a 4 de setembro de 2021 entre Sangenjo e Mos sobre um percurso de 202,2 km e foi vencida pelo francês Clément Champoussin da equipa AG2R Citroën. O esloveno Primož Roglič manteve a liderança antes do contrarrelógio final.

## Classificação da etapa
| Sanxenxo - Mos | alta montanha | (202,2 km) |

| \| Classificação por etapas \| Classificação por etapas \| Classificação por etapas \| Classificação por etapas \| Classificação por etapas \| \| Ciclista \| Ciclista \| Equipe \| Tempo \| \| \| ------------------------ \| ------------------------ \| ------------------------ \| ------------------------ \| ------------------------ \| \| 1. \| Clément Champoussin \| AG2R Citroën Team \| 5h21m50s \| \| \| 2. \| Primož Roglič \| Jumbo-Visma \| + 6s \| \| \| 3. \| Adam Yates \| Ineos Grenadiers \| + 8s \| \| \| 4. \| Enric Mas \| Movistar Team \| + 8s \| \| \| 5. \| Jack Haig \| Bahrain Victorious \| + 12s \| \| \| 6. \| Chris Hamilton \| Team DSM \| + 16s \| \| \| 7. \| Mikel Bizkarra \| Euskaltel-Euskadi \| + 23s \| \| \| 8. \| Ryan Gibbons \| UAE Team Emirates \| + 26s \| \| \| 9. \| Gino Mäder \| Bahrain Victorious \| + 26s \| \| \| 10. \| Floris De Tier \| Alpecin-Fenix \| + 50s \| \| |                     |                    |          |
| |                     |                    |          |
| Fonte: ProCyclingStats |                     |                    |          |
| Classificação por etapas |                     |                    |          |
| Ciclista | Ciclista            | Equipe             | Tempo    |
| 1. | Clément Champoussin | AG2R Citroën Team  | 5h21m50s |
| 2. | Primož Roglič       | Jumbo-Visma        | + 6s     |
| 3. | Adam Yates          | Ineos Grenadiers   | + 8s     |
| 4. | Enric Mas           | Movistar Team      | + 8s     |
| 5. | Jack Haig           | Bahrain Victorious | + 12s    |
| 6. | Chris Hamilton      | Team DSM           | + 16s    |
| 7. | Mikel Bizkarra      | Euskaltel-Euskadi  | + 23s    |
| 8. | Ryan Gibbons        | UAE Team Emirates  | + 26s    |
| 9. | Gino Mäder          | Bahrain Victorious | + 26s    |
| 10. | Floris De Tier      | Alpecin-Fenix      | + 50s    |

## Classificações ao final da etapa

### Classificação geral
| \| Classificação geral \| Classificação geral \| Classificação geral \| Classificação geral \| Classificação geral \| \| Ciclista \| Ciclista \| Equipe \| Tempo \| \| \| ------------------- \| ------------------- \| ------------------- \| ------------------- \| ------------------- \| \| 1. \| Primož Roglič \| Jumbo-Visma \| 83h11m27s \| \| \| 2. \| Enric Mas \| Movistar Team \| + 2m38s \| \| \| 3. \| Jack Haig \| Bahrain Victorious \| + 4m48s \| \| \| 4. \| Adam Yates \| Ineos Grenadiers \| + 5m48s \| \| \| 5. \| Gino Mäder \| Bahrain Victorious \| + 8m14s \| \| \| 6. \| Egan Bernal \| Ineos Grenadiers \| + 11m38s \| \| \| 7. \| Sepp Kuss \| Jumbo-Visma \| + 13m42s \| \| \| 8. \| Guillaume Martin \| Cofidis \| + 16m11s \| \| \| 9. \| David de la Cruz \| UAE Team Emirates \| + 16m19s \| \| \| 10. \| Felix Großschartner \| Bora-Hansgrohe \| + 20m30s \| \| |                     |                    |           |
| |                     |                    |           |
| Fonte: ProCyclingStats |                     |                    |           |
| Classificação geral |                     |                    |           |
| Ciclista | Ciclista            | Equipe             | Tempo     |
| 1. | Primož Roglič       | Jumbo-Visma        | 83h11m27s |
| 2. | Enric Mas           | Movistar Team      | + 2m38s   |
| 3. | Jack Haig           | Bahrain Victorious | + 4m48s   |
| 4. | Adam Yates          | Ineos Grenadiers   | + 5m48s   |
| 5. | Gino Mäder          | Bahrain Victorious | + 8m14s   |
| 6. | Egan Bernal         | Ineos Grenadiers   | + 11m38s  |
| 7. | Sepp Kuss           | Jumbo-Visma        | + 13m42s  |
| 8. | Guillaume Martin    | Cofidis            | + 16m11s  |
| 9. | David de la Cruz    | UAE Team Emirates  | + 16m19s  |
| 10. | Felix Großschartner | Bora-Hansgrohe     | + 20m30s  |

### Classificação por pontos
| Classificação por pontos | Classificação por pontos | Classificação por pontos | Classificação por pontos | Classificação por pontos |
| Ciclista                 | Ciclista                 | Equipe                   | Pontos                   |                          |
| ------------------------ | ------------------------ | ------------------------ | ------------------------ | ------------------------ |
| 1.                       | Fabio Jakobsen           | Deceuninck-Quick Step    | 250 pts                  |                          |
| 2.                       | Primož Roglič            | Jumbo-Visma              | 179 pts                  |                          |
| 3.                       | Matteo Trentin           | UAE Team Emirates        | 145 pts                  |                          |
| 4.                       | Magnus Cort              | EF Education-Nippo       | 144 pts                  |                          |
| 5.                       | Alberto Dainese          | Team DSM                 | 120 pts                  |                          |
| 6.                       | Michael Matthews         | BikeExchange             | 114 pts                  |                          |
| 7.                       | Enric Mas                | Movistar Team            | 113 pts                  |                          |
| 8.                       | Andrea Bagioli           | Deceuninck-Quick Step    | 101 pts                  |                          |
| 9.                       | Arnaud Démare            | Groupama-FDJ             | 91 pts                   |                          |
| 10.                      | Romain Bardet            | Team DSM                 | 89 pts                   |                          |

### Classificação da montanha
| Classificação da montanha | Classificação da montanha | Classificação da montanha | Classificação da montanha | Classificação da montanha |
| Ciclista                  | Ciclista                  | Equipe                    | Pontos                    |                           |
| ------------------------- | ------------------------- | ------------------------- | ------------------------- | ------------------------- |
| 1.                        | Michael Storer            | Team DSM                  | 80 pts                    |                           |
| 2.                        | Romain Bardet             | Team DSM                  | 61 pts                    |                           |
| 3.                        | Primož Roglič             | Jumbo-Visma               | 51 pts                    |                           |
| 4.                        | Damiano Caruso            | Bahrain Victorious        | 33 pts                    |                           |
| 5.                        | Rafał Majka               | UAE Team Emirates         | 33 pts                    |                           |
| 6.                        | Jack Haig                 | Bahrain Victorious        | 23 pts                    |                           |
| 7.                        | Sepp Kuss                 | Jumbo-Visma               | 19 pts                    |                           |
| 8.                        | Enric Mas                 | Movistar Team             | 17 pts                    |                           |
| 9.                        | Egan Bernal               | Ineos Grenadiers          | 16 pts                    |                           |
| 10.                       | Fabio Aru                 | Qhubeka NextHash          | 16 pts                    |                           |

### Classificação dos jovens
| Classificação dos jovens | Classificação dos jovens | Classificação dos jovens | Classificação dos jovens | Classificação dos jovens |
| Ciclista                 | Ciclista                 | Equipe                   | Tempo                    |                          |
| ------------------------ | ------------------------ | ------------------------ | ------------------------ | ------------------------ |
| 1.                       | Gino Mäder               | Bahrain Victorious       | 83h19m41s                |                          |
| 2.                       | Egan Bernal              | Ineos Grenadiers         | + 3m24s                  |                          |
| 3.                       | Juan Pedro López         | Trek-Segafredo           | + 18m04s                 |                          |
| 4.                       | Rémy Rochas              | Cofidis                  | + 39m33s                 |                          |
| 5.                       | Clément Champoussin      | AG2R Citroën Team        | + 43m51s                 |                          |
| 6.                       | Steff Cras               | Lotto-Soudal             | + 1h10m04s               |                          |
| 7.                       | Jefferson Cepeda         | Caja Rural-Seguros RGA   | + 1h42m02s               |                          |
| 8.                       | Pavel Sivakov            | Ineos Grenadiers         | + 1h53m13s               |                          |
| 9.                       | Gotzon Martín            | Euskaltel-Euskadi        | + 1h56m47s               |                          |
| 10.                      | Michael Storer           | Team DSM                 | + 2h11m31s               |                          |

### Classificação por equipas
| Classificação por equipes | Classificação por equipes          | Classificação por equipes | Classificação por equipes |
| Equipe                    | Equipe                             | Tempo                     |                           |
| ------------------------- | ---------------------------------- | ------------------------- | ------------------------- |
| 1.                        | Bahrain Victorious                 | 249h58m43s                |                           |
| 2.                        | Jumbo-Visma                        | + 10m33s                  |                           |
| 3.                        | Ineos Grenadiers                   | + 32m37s                  |                           |
| 4.                        | UAE Team Emirates                  | + 1h06m01s                |                           |
| 5.                        | Intermarché-Wanty-Gobert Matériaux | + 1h10m14s                |                           |
| 6.                        | Movistar Team                      | + 1h14m45s                |                           |
| 7.                        | AG2R Citroën Team                  | + 1h36m44s                |                           |
| 8.                        | Cofidis                            | + 2h11m51s                |                           |
| 9.                        | Trek-Segafredo                     | + 2h31m14s                |                           |
| 10.                       | Team DSM                           | + 3h03m43s                |                           |

## Abandonos
Aleksandr Vlasov e Oier Lazkano não tomaram a saída e Miguel Ángel López não completou a etapa.